# Kalkkällmossa
Kalkkällmossa (Philonotis calcarea) är en bladmossart som beskrevs av W. P. Schimper 1856. Kalkkällmossa ingår i släktet källmossor, och familjen Bartramiaceae. Enligt den finländska rödlistan är arten starkt hotad i Finland. Enligt den svenska rödlistan är arten nära hotad i Sverige. Arten förekommer i Götaland, Gotland, Öland, Svealand, Nedre Norrland och Övre Norrland. Artens livsmiljö är källmiljöer. Inga underarter finns listade i Catalogue of Life.

## Kännetecken
Kalkkällmossa bildar 4–12 cm höga, ljusgröna till gulgröna tuvor som är sammanvävda av mörkbruna rhizoider. Bladen har äggrund bas och smalnar av till en utdragen, spets. Bladen är svängda och nedtill på bladet finns djupa längsveck. Cellerna i bladets övre halva har en mamill placerad i nedre celländen. Bladkanten är tandad, ibland med dubbla tänder, och nerven är kraftig (130–180 µm), särskilt vid basen. Hos hanexemplaren bladen är skarpt tillspetsade och har en utlöpande nerv. Kalkkällmossa är skildkönad och kapslar är relativt vanliga. Kapseln är äggformig och mörkbrun och är längsfårad när den är tömd. Kapselskaftet är 4–5 centimeter långt och rött. De rödbruna sporerna är 18–28 µm i diameter. Sporerna mognar på sommaren.

## Utbredning
Kalkkällmossa är främst en låglandsart som växer på kalkrika marker och särskilt vanlig i Götaland. Den är vanlig också i Skandinavien upp till subalpin men är sällsynt i Finland. Arten förekommer i stora delar av Europa, Nordafrika, norra Asien och Himalaya och Nordamerika. Arten är rödlistad i flera andra europeiska länder.

## Habitat
Arten växer blött i källkärr, rikkärr med översilning och intill sjöar och vattendrag med kalkrikt vatten. Kalkkällmossa växer ofta tillsammans med källtuffmossa, tuffmossor och bandpraktmossa.

## Bildgalleri

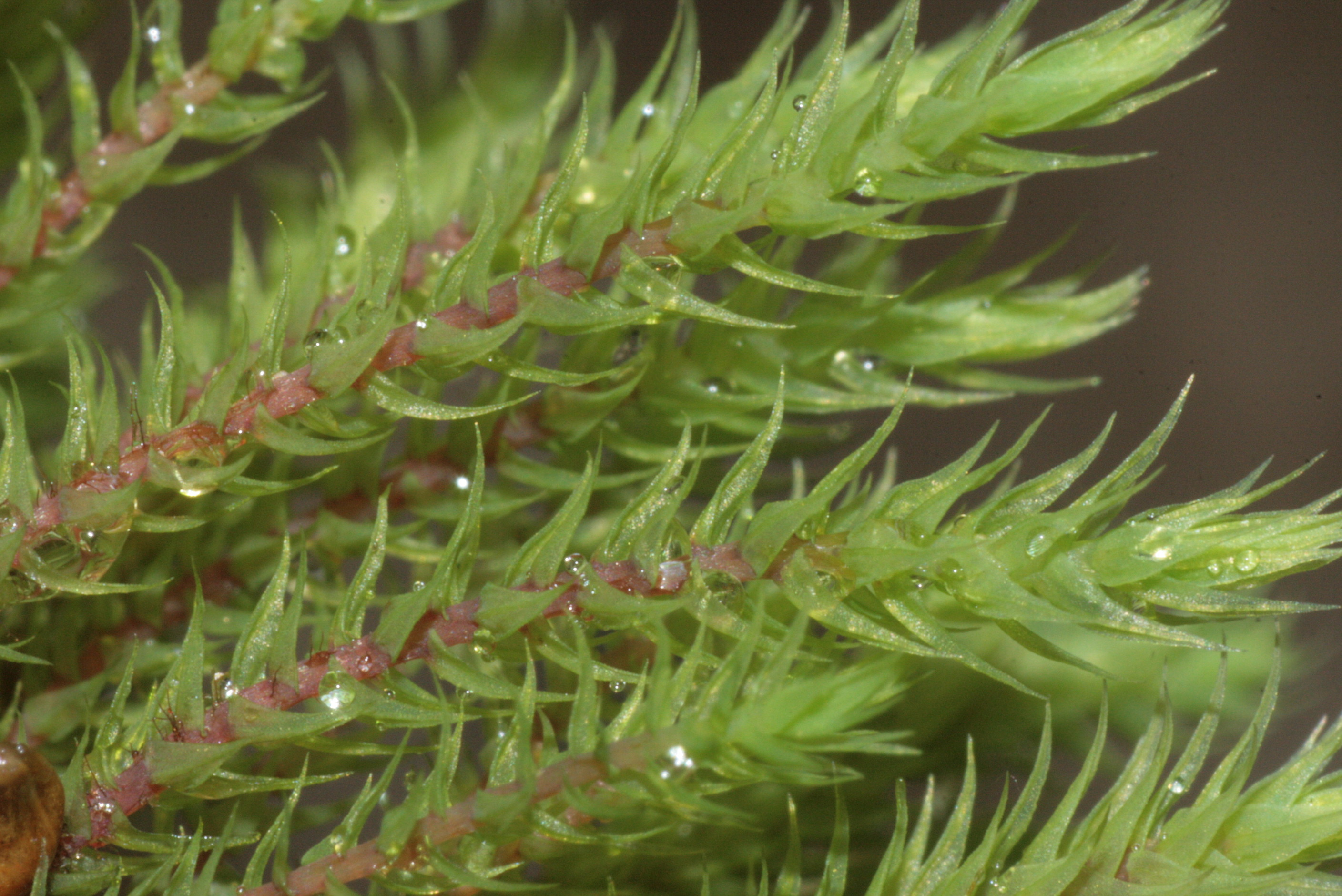
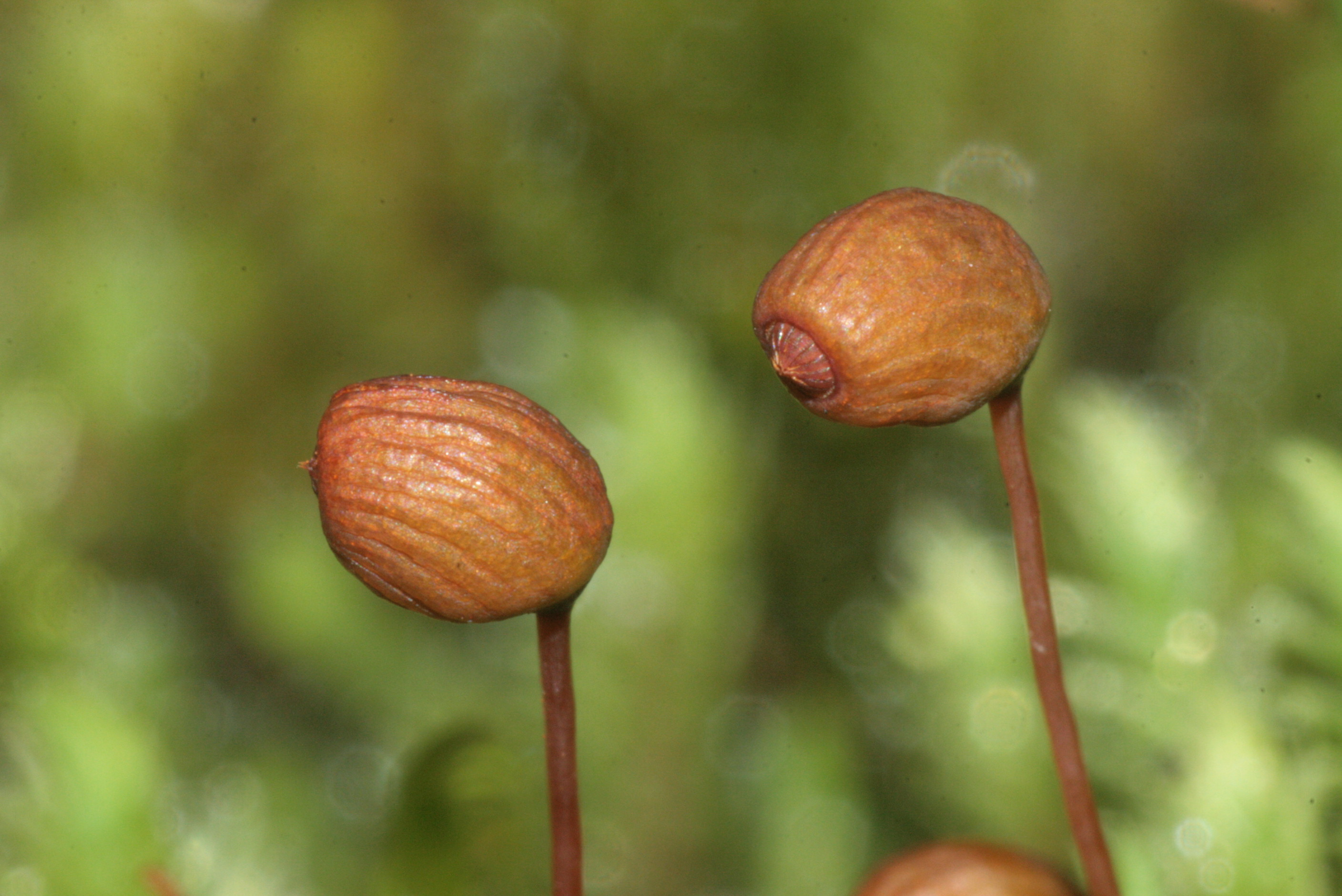
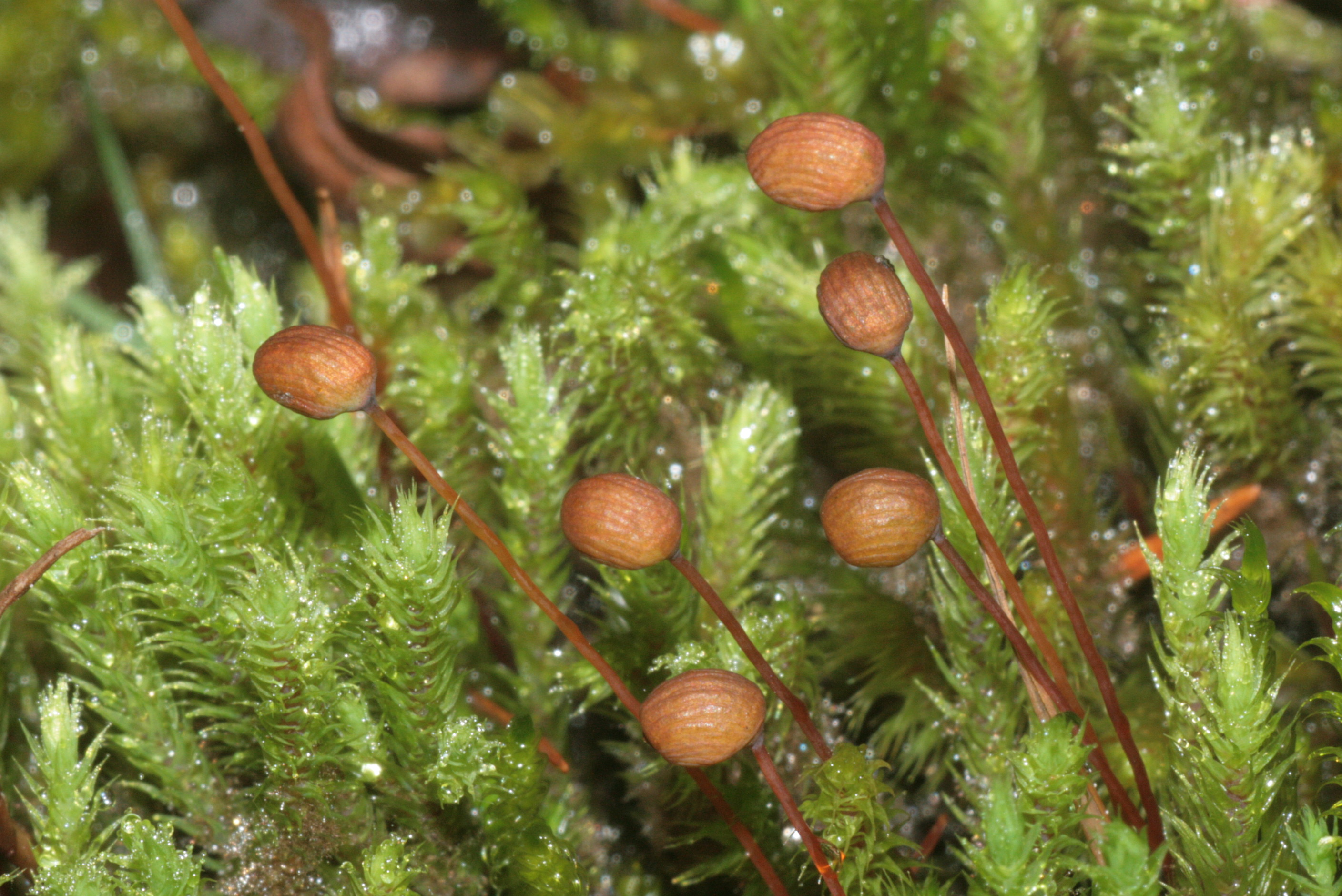